# Alfabetul de tranziție

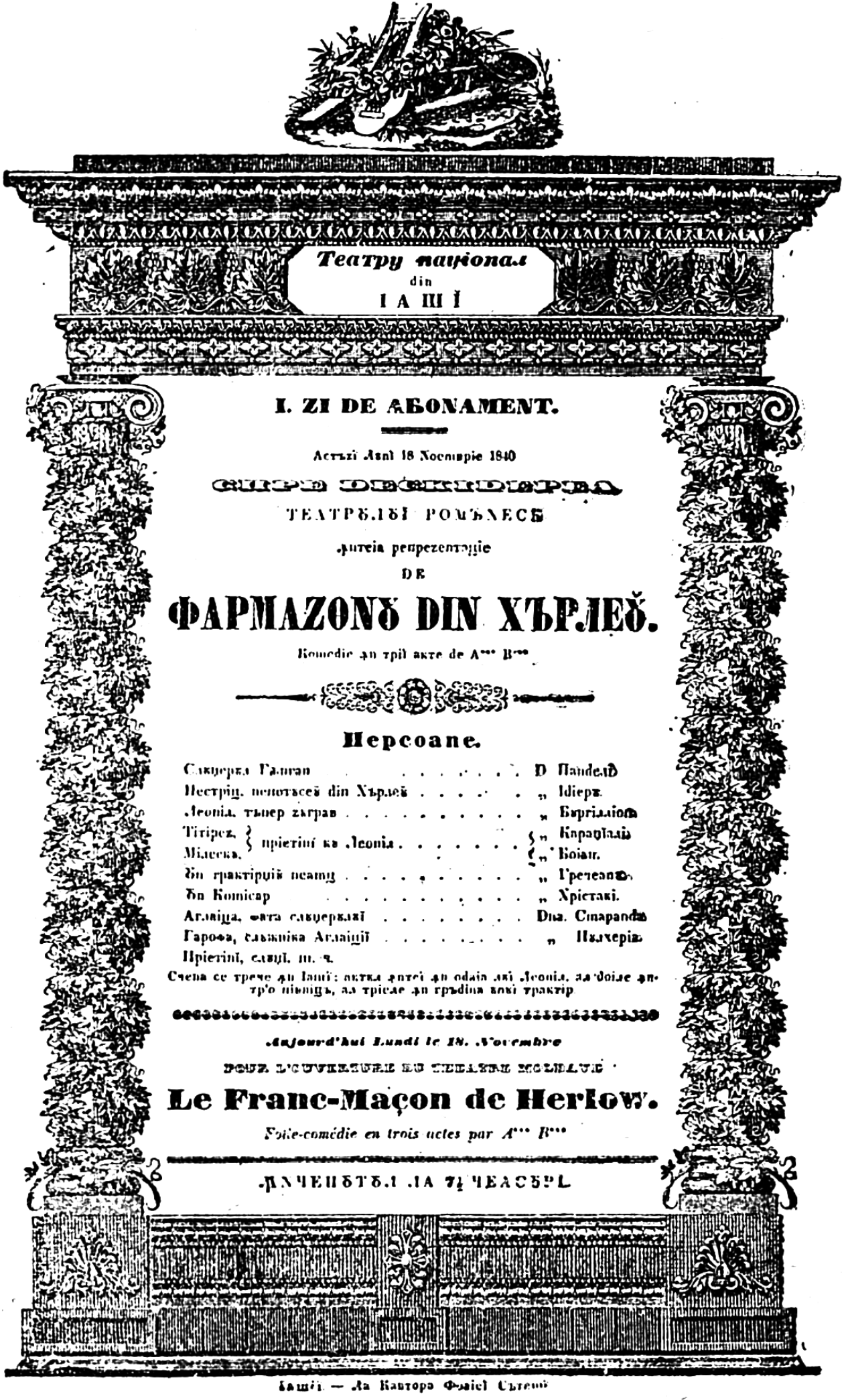
exemplu de afiș vechi care utilizează un alfabet de tranziție

Alfabetul de tranziție (denumit și alfabet civil, spre a-l deosebi de cel ecleziastic) face trecerea de la alfabetul chirilic român la alfabetul latin.
Spre deosebire de textele laice românești care după 1828, grație Gramaticii lui Ion Heliade-Rădulescu, au început să utilizeze alfabetul de tranziție, literatura religioasă a utilizat alfabetul chirilic până în 1881, când Sinodul Bisericii Ortodoxe Române a decis înlocuirea în cărțile bisericești a alfabetului chirilic cu cel latin.
În perioada trecerii lente de la alfabetul slavon la cel latin, biserica ortodoxă română, de tendință pravoslavnică, s-a opus sistematic și cu îndârjire reformei. Atunci când Ion Heliade Rădulescu și-a publicat Gramatica românească, mitropolitul Grigore, care era și președinte al Eforiei școlilor, blestema astfel: 
„Cine sunteți voi să cutezați a strica limba românească și a vă atinge de legea și de credința pravoslavnică? Ce sunt eresurile acestea? Unde mai e Alfa și Omega, nelegiuiților, dacă voi ați lepădat pe omega ? S-a dus și legea și credința de când s-au dus acele vremi când niște oameni ca d-alde voi era arși de vii. Surghiun am să vă fac pe toți câți ați ieșit din cuibul dracului.”
Alfabetul de tranziție a început să fie folosit în special după 1840 când au fost introduse litere latine între cele chirilice din texte, astfel încât oamenii să se obișnuiască cu ele.
Înlocuirea integrală a alfabetului chirilic cu cel latin în Principatele Unite ale Moldovei și Țării Românești a fost decretată în 1862 de domnitorul Alexandru Ioan Cuza.
În Transilvania, primul ziar românesc, Gazeta de Transilvania, și suplimentul lui literar, Foaie pentru minte, inimă și literatură, au fost tipărite în primii ani cu alfabet chirilic. Primul număr al ziarului, apărut la 12/24 martie 1838, era scris cu caractere chirilice. În numărul 1 din 2 ianuarie 1852 a apărut, pe prima pagină, primul articol scris cu caractere latine, intitulat „Monarhia austriacă”. În același an s-a trecut la scrierea cu caractere latine a primei pagini, în întregimea sa. Începând cu numărul 1 din 7 ianuarie 1862, Gazeta de Transilvania a fost scrisă integral cu caractere latine.
În prezent, în bibliotecile din România și Republica Moldova există numeroase texte, unele digitizate, scrise în alfabet mixt dar inaccesibile publicului larg necunoscător al caracterelor chirilice. Prin urmare, în instituțiile de cercetare din țară există proiecte de transliterare a acestora în alfabetul latin modern.